# Burg Matsuyama (Iyo)
Die Burg Matsuyama (japanisch (伊予)松山城, (Iyo-)Matsuyama-jō), auch Burg Katsuyama (勝山城, Katsuyama-jō) oder „Goldene-Schildkröten-Burg“ (金亀城, Kinki-jō), der ehemaligen Provinz Iyo auf Shikoku ist die spektakulärste Sehenswürdigkeit von Matsuyama, dem Hauptort der Präfektur Ehime.

## Geschichte
Katō Yoshiaki erhielt 1595 ein Lehen (60.000 koku) in der Gegend des heutigen Matsuyama und zog in die Burg Masaki ein. Nach der Schlacht von Sekigahara wurde er auf 200.000 koku hochgestuft und errichtete eine große Burganlage auf dem Katsuyama samt Residenz am Fuße des Berges. Dazu wurde in der Ebene planmäßig die Burgstadt mit ihrem rechtwinkligen Straßenmuster angelegt. 1627 wurde Katō nach Aizu-Wakamatsu versetzt, wobei im Gegenzug der dortige Burgherr Gamō Tadatomo Matsuyama als Lehen erhielt. Da die Linie Gamō bereits 1634 ausstarb, wurde das Lehen 1635 den Hisamatsu (ein Matsudaira-Zweig) mit einer Zuwendung von 150.000 koku übertragen. Die Hisamatsu blieben über 16 Generationen Burgherren bis zur Meiji-Restauration. Sie stellten auch die Fürsten von Kuwana.
Die Burganlage besteht aus einem langgestreckten Honmaru auf dem 130 m hohen Gipfel der Anhöhe, das in einem Geviert mit dem Burgturm endete. Zu Füßen lag innerhalb eines von einem breiten Graben umgebenen Gelände die Residenz im Ni-no-Maru bzw. San-no-Maru. Davor, ebenfalls auf diesem Gelände, befanden sich Wohnungen von Vasallen und Personal. Da das Lehen zu Beginn der Meiji-Zeit an den Tennō bzw. an den Staat zurückgegeben und so öffentlicher Besitz wurde, konnte die Fläche des San-no-Maru für einen Park genutzt werden, in dem sich auch ein Stadion, ein Baseball-Stadion und die Gemäldegalerie der Präfektur befinden. Das Gelände der Residenz wurde nach einigen Bombenschäden im Zweiten Weltkrieg in den letzten Jahren wiederhergerichtet.
Der Hauptturm, sechs Wachtürme, sieben Tore und sieben Mauerstücke sind als Wichtiges Kulturgut Japans ausgezeichnet.

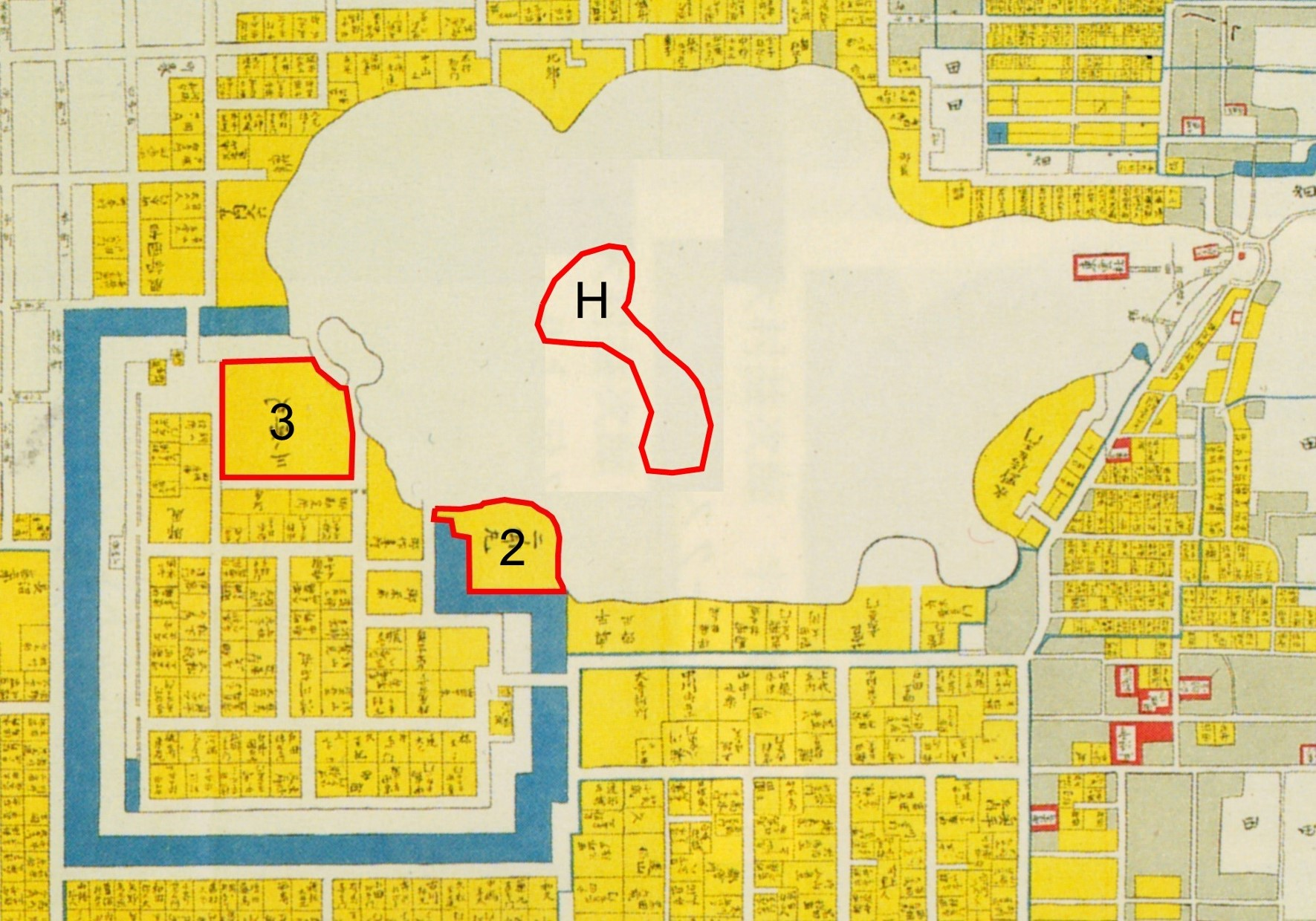
Hommaru auf der Höhe (H) Ni-no-maru auf halber Höhe San-no-maru unten
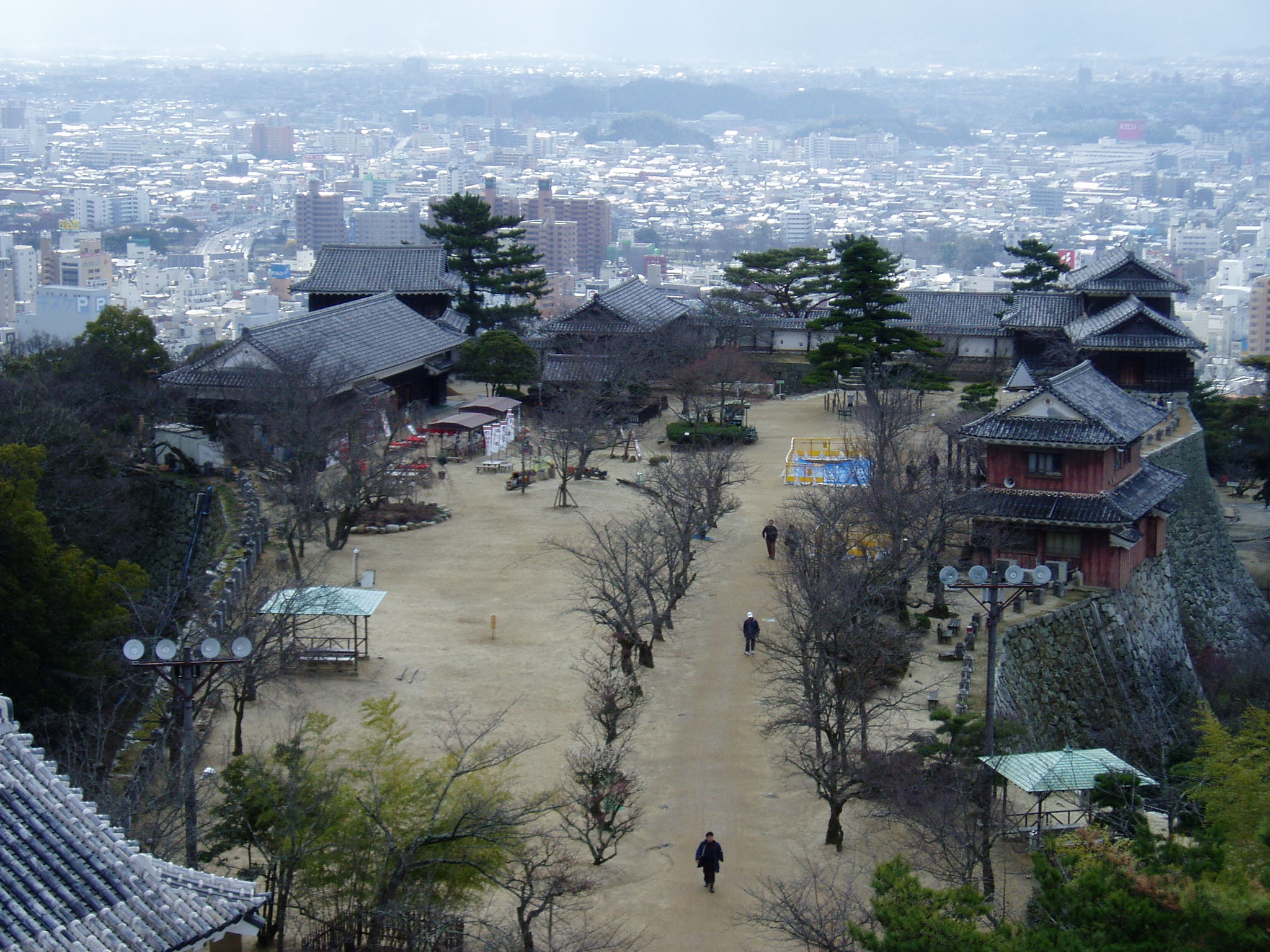
Hommaru
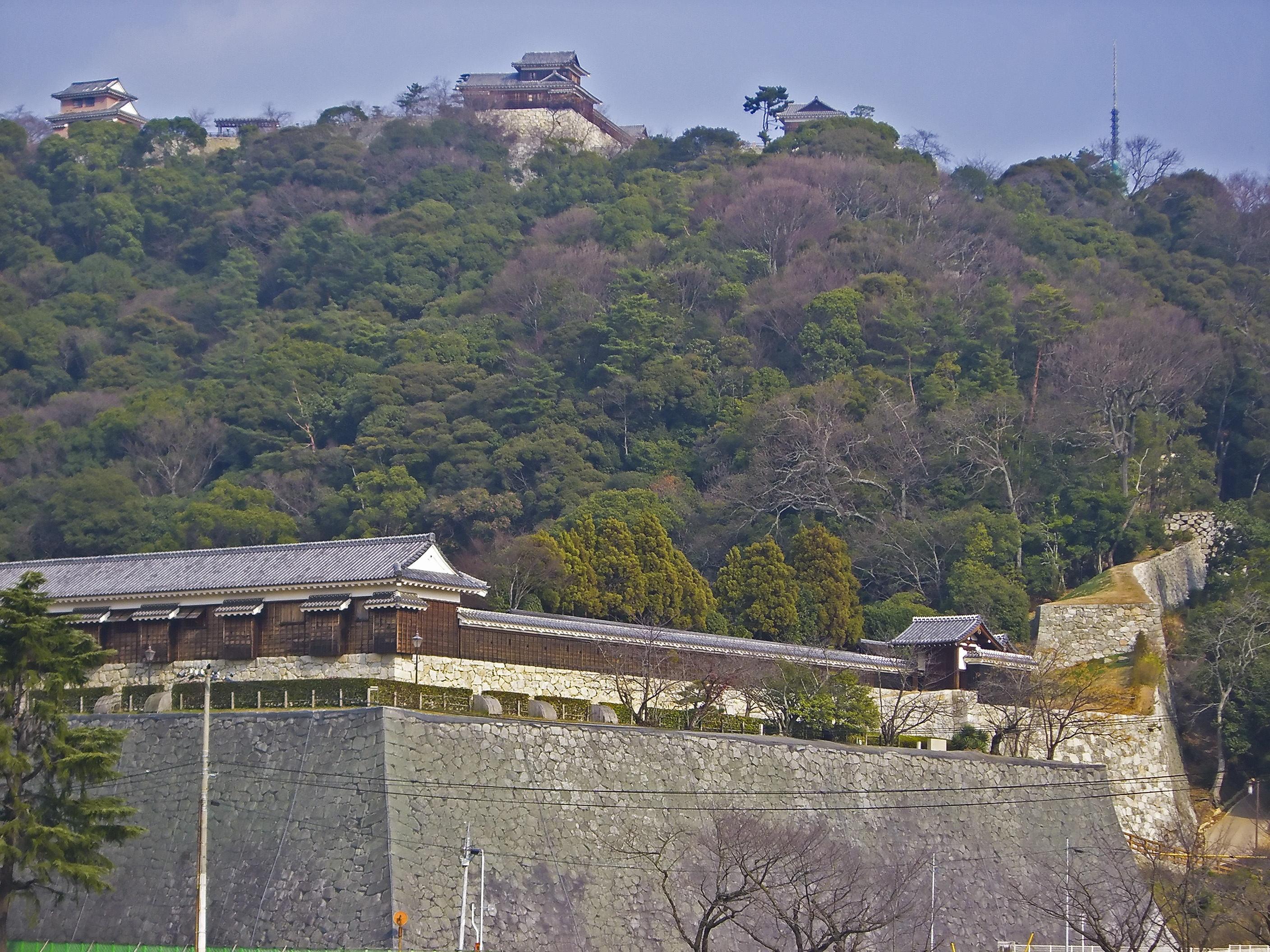
Blick auf den Burgberg
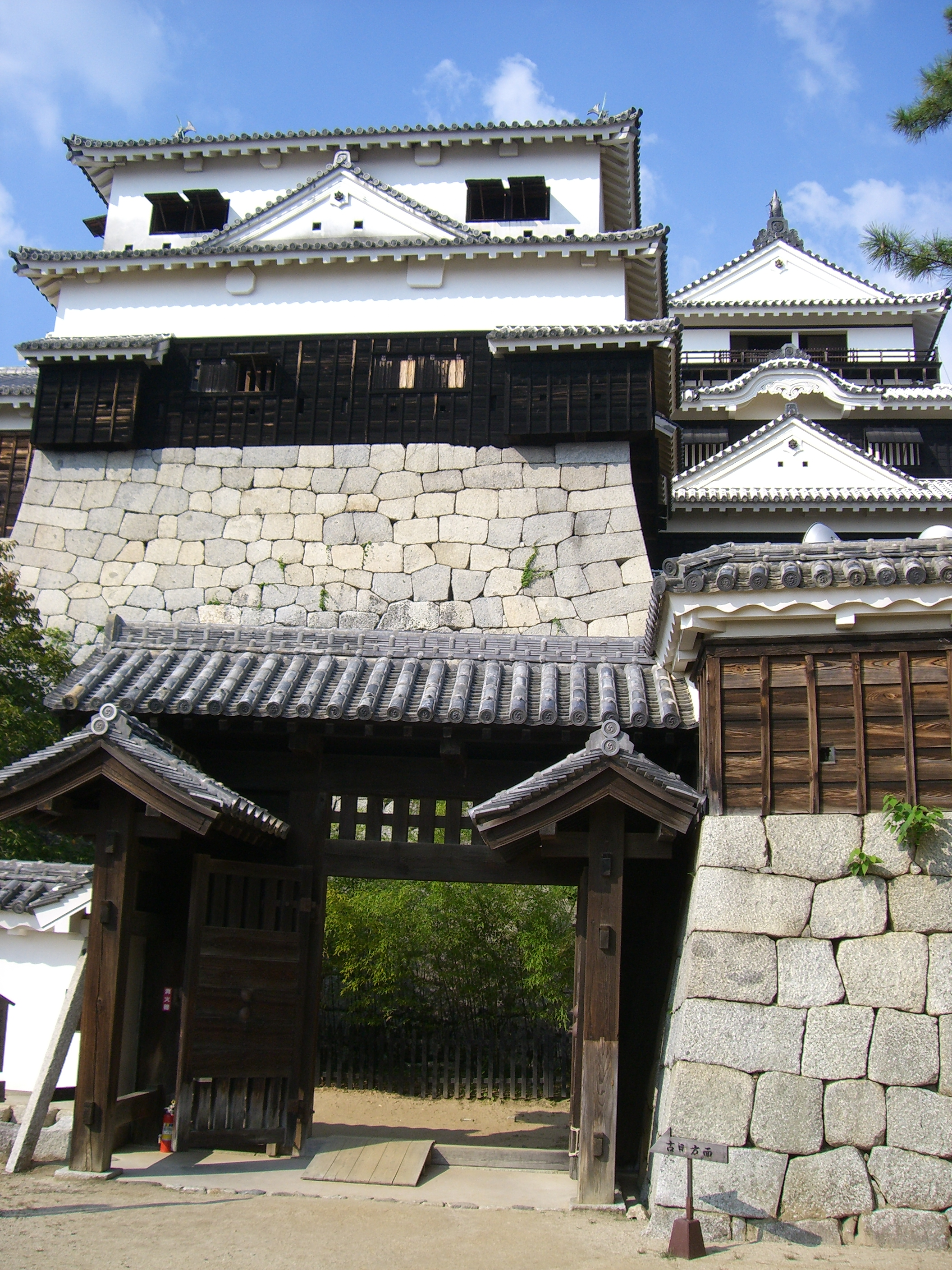
Shichiku-mon
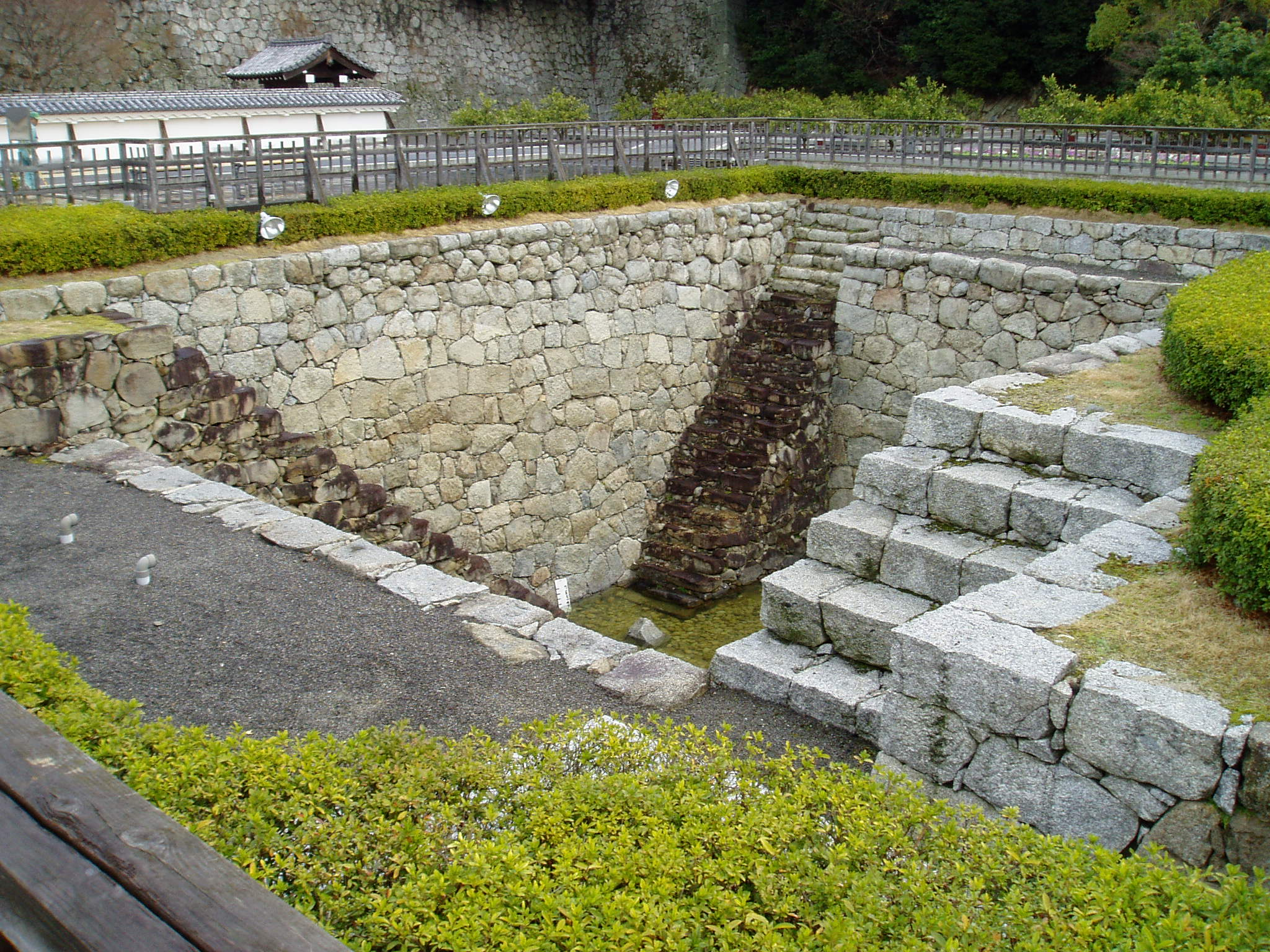
Großer Brunnen auf dem Ni-no-maru
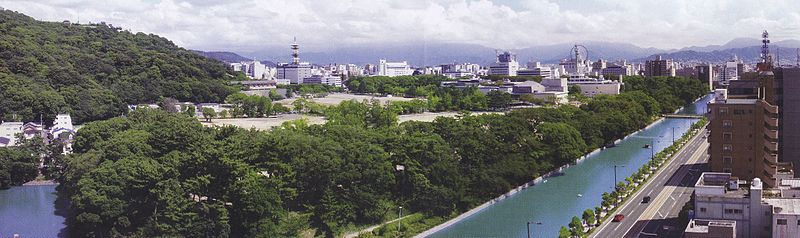
Wassergraben am Fuß der Burg